# Pachyanthidium minutulum
Pachyanthidium minutulum är en biart som beskrevs av Pasteels 1984. Pachyanthidium minutulum ingår i släktet Pachyanthidium och familjen buksamlarbin. Inga underarter finns listade i Catalogue of Life.